# Spigelia hamelioides
Spigelia hamelioides är en tvåhjärtbladig växtart som beskrevs av Carl Sigismund Kunth och Bonpl.. Spigelia hamelioides ingår i släktet Spigelia och familjen Loganiaceae. Inga underarter finns listade i Catalogue of Life.